# Terence Dudley
Pour les articles homonymes, voir Dudley.
Terence Henry Dudley (né le 28 septembre 1919 et mort le 25 décembre 1988 ) est un réalisateur et scénariste britannique. Il est principalement connu pour avoir écrit des scénarios, réalisé et produit pour la télévision britannique.

## Biographie
Au début des années 1970, Terence Dudley se fit connaître en produisant la série de science-fiction Doomwatch. Puis de 1975 à 1979 il produit la série télé Survivors et réalise certains de ces épisodes. Il écrit aussi le scénario du premier épisode de la saison 3 intitulé Manhunt. À l'époque, son fils, Stephen Dudley joue un rôle récurrent dans la série.
En 1980, il commence à s'associer avec la série Doctor Who et dirige l'épisode « Meglos. » À l'époque, il est approché pour devenir le producteur de la série Blake's 7 mais décline l'offre ne souhaitant pas devenir producteur. Il se tourne ainsi vers le travail de scénariste et écrit le scénario de trois épisodes de Doctor Who : « Four to Doomsday » (1982), « Black Orchid » (1982) « The King's Demons » (1983) et celui du pilote avorté du spin-off K-9 and Company. Assez attaché à la série il écrira l'adaptation en roman de la plupart de ses scripts à l'exception de "Four to Doomsday."
Le jour de noël 1988, Terence Dudley meurt des suites d'un cancer prolongé.

## Filmographie partielle

### Comme réalisateur
- 1975 à 1977 : Survivors (série tv)
- 1980 : Doctor Who (série tv) : (épisode « Meglos »)

### Comme scénariste
- 1982 : Doctor Who (série tv) : (épisode « Four to Doomsday »)
- 1982 : Doctor Who (série tv) : (épisode « Black Orchid »)
- 1983 : Doctor Who (série tv) : (épisode « The King's Demons »)

## Source de la traduction
- (en) Cet article est partiellement ou en totalité issu de l’article de Wikipédia en anglais intitulé « Terence Dudley » (voir la liste des auteurs).